# Thaumatodon
Thaumatodon is een geslacht van weekdieren uit de klasse van de Gastropoda (slakken).

## Synoniem
- Thaumatodon iredalia Webster, 1908 => Fectola varicosa (L. Pfeiffer, 1853)